# Aquila Valiera
L'Aquila Valiera, indicata quasi sempre nelle relazioni ufficiali della flotta con l'abbreviativo di Aquila, fu un vascello di linea veneziano da 70 cannoni che prestò servizio nella Armada tra il 1698 e il 1720. Fu il primo vascello da guerra della Repubblica di Venezia ad imbarcare i cannoni di nuovo tipo progettati da Sigismondo Alberghetti.
Il nome prende origine dalla nobile famiglia Valier.

## Storia
Appartenente alla seconda serie della classe San Lorenzo Giustinian, la costruzione del vascello da 70 cannoni Aquila Valiera fu ordinata dal Senato della Repubblica il 4 maggio 1697. La realizzazione, sotto la guida del Proto dei Marangoni Iseppo Depieri di Zuanne, procedette rapidamente e la nuova nave fu varata presso l'Arsenale l'11 marzo 1698.
L'unità entrò subito a far parte della Armata Grossa agli ordini del capitano ordinario Fabio Bonvicini, e ricevette il battesimo del fuoco durante la battaglia di Metelino, avvenuta nel corso della guerra di Morea, il 20 settembre 1698.  Quel giorno una squadra veneziana forte di cinque vascelli di primo rango da 70 cannoni e due di secondo rango, uno da 48 e uno da 44, si scontrò vittoriosamente contro una formazione turca forte di circa 25 unità rinforzate da 7 navi tra tripoline e tunisine. La guerra terminò con la pace di Carlowitz, ma quindici anni dopo l'Impero ottomano riprese nuovamente l'offensiva.
Dopo la fine del precedente conflitto la nave era rimasta, insieme alla Armata Grossa, di stanza a Corfù svolgendo ridotta attività navale fino a quando, il 9 dicembre 1714, l'Impero ottomano non dichiarò nuovamente guerra alla Repubblica di Venezia.  Lo stato di approntamento del vascello non soddisfaceva il Capitano straordinario delle navi Bonvicini, che scrisse in un rapporto di lasciare il vascello, insieme ad altri due, l'Ercole Vittorioso e il Valor Coronato, a difesa del golfo di Corfù.
Una volta ripristinata, l'unità partecipò successivamente alla seconda guerra di Morea combattendo nella battaglia del canale di Corfù (8 luglio 1716)  e poi in quella nelle acque fra il promontorio di Monte Santo e l'isola di Strati (16-17 giugno 1717) sotto gli ordini del nuovo Capitano straordinario delle navi Lodovico Flangini. Dopo la morte del Flangini, e la sua sostituzione con Marcantonio Diedo, la nave si distinse durante la grande battaglia di Capo Matapan (19-21 luglio 1717) che costrinse la flotta turca a ritirarsi verso il Mare Egeo.
Il vascello rientrò all'arsenale di Venezia per eseguire le necessarie riparazioni nel 1718, ma non ne venne giudicato conveniente il ripristino a causa delle cattive condizioni generali, e l'unità fu quindi demolita a partire dall'8 agosto 1720.

### Annotazioni
1. ↑  Si trattava di 45 ufficiali, 150 marinai e 333 soldati
2. ↑  Nel 1696 fu deciso che le navi appartenenti alla Armata Grossa avrebbero adottato la seguente colorazione: corallo per la prua, i capodibanda, la poppa, le porte dei fanali e gli intagli, rosso per i portelli dei cannoni, e doratura in oro zecchino per il leone a prua e le figure scolpite a poppa. Lo specchio di poppa era quasi sempre dipinto di blu.
3. ↑  Si trattava di Iride (al comando di Marco Giaffero), San Lorenzo Giustinian, Rizzo d'Oro, Amazzone Guerriera e Aquila Valiera.
4. ↑  O vascelli di quarto rango, secondo la classificazione dell'epoca. Si trattava delle unità Venere Armata e Ercole Vittorioso (al comando di Giacomo Teodori).
5. ↑  Come nave di bandiera dell'ammiraglio Lodovico Diedo.
6. ↑  Il giorno precedente era stato emesso il Decreto di demolizione.

### Fonti
1. ↑  http://www.veneziamuseo.it/ARSENAL/schede_arsenal/vascelli.htm.
2. ↑  Ercole 2006, p. 115.
3. 1 2 3  Ercole 2006, p. 127.
4. 1 2 3 4 5  Ercole 2006, p. 128.